# Ziziphus rhodoxylon
Ziziphus rhodoxylon är en brakvedsväxtart som beskrevs av Ignatz Urban. Ziziphus rhodoxylon ingår i släktet Ziziphus och familjen brakvedsväxter. Inga underarter finns listade i Catalogue of Life.